# The Day the Clown Cried
The Day the Clown Cried is een onuitgebrachte Amerikaanse film uit 1972, geregisseerd door Jerry Lewis, die tevens de hoofdrol in de film speelde. Lewis schreef ook het uiteindelijke scenario, dat hij baseerde op het gelijknamige scenario van Joan O'Brien en Charles Denton, die voor de film een credit kregen voor het verhaal.
De film kreeg zware kritieken, o.a. over de inhoud en de premisse. Lewis gaf herhaaldelijk in interviews aan dat de film nooit uitgebracht zou worden, omdat hij het beschouwde als een slecht werk waar hij zich voor schaamde.

## Plot
Helmut Doork (Jerry Lewis) is een Duitse circusclown ten tijde van de Tweede Wereldoorlog en de Holocaust. Ooit was hij een gerespecteerde artiest die door de Verenigde Staten en Europa toerde met de Ringling brothers, maar nu is hij op zijn retour. Doork wordt uit het circus ontslagen en in een dronken bui in een bar gaat hij tekeer over Duitsland en Hitler, waarna hij door de Gestapo wordt gearresteerd. Na een verhoor in het Gestapo-hoofdkwartier, wordt hij opgesloten in een kamp voor politieke gevangen, waar hij vier jaar verblijft, hopend op een proces om zo zijn zaak te pleiten.
Tijdens zijn gevangenschap wordt er in het kamp een grote groep Joden gevangengezet, waaronder een aantal kinderen. Nadat hij jarenlang heeft rondgebazuind over zijn succesvolle carrière, wordt hij door de overige gevangenen aangezet om voor hen op te treden, maar hij blijkt niet zo goed meer te zijn als voordien, en hij wordt dan ook door de overige gevangenen in elkaar geslagen. De enigen die zijn optreden konden smaken, waren de Joodse kinderen. Doork is verheugd dat hij opnieuw geapprecieerd wordt, en hij blijft voor de kinderen optreden, totdat de nieuwe commandant het hem verbiedt.
Doork leert dat omgaan met de Joodse gevangen strikt verboden is, maar hij kan het niet aanzien dat de Joodse kinderen zo ongelukkig zijn, dus blijft hij voor hen optreden. De bewakers breken zijn optreden al snel af, en Doork wordt door zijn bewakers in elkaar geslagen en in afzondering geplaatst. De commandant ziet echter een rol voor Doork: in ruil voor het herbekijken van zijn zaak, moet Doork Joodse kinderen entertainen terwijl ze in treinen worden geladen. Per ongeluk belandt Doork in een trein en komt hij in Auschwitz terecht, waar hij de opdracht krijgt om te helpen de kinderen naar de gaskamer te leiden.
Wetend hoe angstig de kinderen zijn, smeekt hij om nog een paar laatste momenten met de kinderen door te brengen. Terwijl hij hen naar de gaskamers begeleidt, hoopt hij op een mirakel, dat er nooit komt. Hij is zo vervuld van schuld, dat hij bij de kinderen blijft. De film eindigt met de kinderen in de gaskamer, die lachen om de act van Doork.

## Rolverdeling
| Acteur            | Personage               |
| ----------------- | ----------------------- |
| Jerry Lewis       | Helmut Doork            |
| Harriet Andersson | Ada Doork               |
| Anton Diffring    | Colonel Bestler         |
| Ulf Palme         | Johann Keltner          |
| Pierre Étaix      | Gustav the Great        |
| Tomas Bolme       | Adolf                   |
| Jonas Bergstrom   | Franz                   |
| Bo Brundin        | Ludwig                  |
| Lars Amble        | Concentratiekampbewaker |

## Productie

### Ontwikkeling
In 1971 kreeg Lewis na een optreden in het Olympia Theatre van producent Nathan Wachsberger de aanbieding om de hoofdrol in een film te spelen, en deze ook te regisseren. Wachsbergers productiemaatschappij zou samen met Europa Studios instaan voor de productie van de film. Lewis stond eerst niet te springen om de film te accepteren, zeker na het lezen van het script. Nadat hij het script van Joan O'Brien en Charles Denton herlas, ging Lewis overstag in de veronderstelling dat hij met deze film iets zou doen dat de moeite waard was, ter nagedachtenis aan de slachtoffers van de Holocaust.
Nadat hij in begin 1972 zijn speelperiode in het Caesars Palace te Las Vegas had afgerond, bezocht Lewis in februari van 1972 de restanten van Auschwitz en Dachau ter voorbereiding van de film. In tussentijd werkte Lewis ook aan een nieuwe versie van het scenario.

### Opnames
Principal photography ging in april van 1972 in Zweden van start. De opnames liepen echter niet van een leien dakje. Zo waren er financiële problemen (producent Wachsberger beloofde steeds dat het geld er zou komen, maar dit gebeurde echter niet), filmmateriaal ging verloren of werd te laat geleverd, ...
Niet alleen was Wachsberger's geld al op voordat de productie kon worden afgerond, maar zijn optie om de film te produceren was verlopen nog voordat de productie van start ging. Wachsberger betaalde O'Brien een voorschot op haar honorarium van $5.000, maar slaagde er niet in om de overige $50.000 te betalen. Lewis betaalde uiteindelijk $2 miljoen uit eigen zak om de productie af te ronden, maar de verschillende partijen die verantwoordelijk waren voor de productie kwamen echter niet tot een overeenkomst, wat ervoor zorgde dat de film niet kon worden uitgebracht.
O'Brien kreeg een ruwe montage van de film te zien, in de hoop haar via deze weg te overtuigen om overstag te gaan en de rechten om de film uit te brengen vrij te geven. Na het zien van de ruwe montage besloot O'Brien dat de film niet geschikt was voor een release, waarna ze besloot geen overeenkomst te sluiten met Lewis en de producenten over het ongeautoriseerd, afgeleid werk van haar oorspronkelijk scenario.
Na het afronden van de opnames, kondigde Lewis in de pers aan dat Wachsberger zijn financiële en productionele verplichtingen niet was nagekomen. Wachsberger op zijn beurt dreigde met een rechtszaak voor wanprestaties en liet optekenen dat er voldoende materiaal was om de film af te maken en uit te brengen zonder Lewis. In een poging om het verloren gaan van de film tegen te gaan, nam Lewis een ruwe montage van de film mee, terwijl de productiemaatschappij in het bezit bleef van de oorspronkelijke negatieven.
In januari 1973 verklaarde Lewis dat de film zich in een finale fase bevond. De film stond geprogrammeerd voor een screening in mei 1973 op het Filmfestival van Cannes, met hierna een release in de Verenigde Staten. De film werd echter niet uitgebracht tot op de dag van vandaag, aangezien O'Brien weigerde de benodigde rechten te verkopen.

## Kritieken
In een Spy-magazine artikel uit 1992 vertelde Joan O'Brien dat de ruwe montage die ze had gezien, een ramp was en dat na overleg met Charles Denton, haar schrijfpartner aan het project, ze beslisten om nooit toe te staan dat de film zou worden uitgebracht, o.a. vanwege aanpassingen aan het scenario, waardoor de clown meer sympathiek werd gemaakt, terwijl in het originele script de protagonist een arrogante, zelf ingenomen clown was. Ze verklaarde dat het originele script ging over de verlossing van die zelf ingenomen man, maar dat Lewis van het hele verhaal een Chaplinesque, zwarte komedie had gemaakt.
Lerry Lewis vertelde in een interview met Entertainment Weekly dat de film slecht is, een artistieke mislukking omdat hij de "magie" had verloren.
In 2017, kort na de dood van Lewis, werd in Vanity Fair een ongepubliceerd interview met Jean-Michel Frodon aangehaald. In dit interview verklaarde de Franse filmcriticus Frodon dat hij in 2004 of 2005 een versie van de film had gezien bij regisseur Xavier Giannoli, die over een bootleg van de film beschikte. Volgens Frodon ging het om een eerste, ruwe montage van de film, maar dat het over het algemeen het gepubliceerde scenario volgde en geen grote plotelementen miste. Hij beschreef de film als "bitter", "verontrustend" en "een bizar project", met een oncharismatische vertolking van Lewis als een totaal in zichzelf gekeerde en onsympathiek personage. Volgens Frodon was The Day the Clown Cried gefilmd in een gestileerde manier, die hem deed denken aan een sprookjesfilm. Niet tegenstaande, is Frodon vooral positief over de film: "Ik ben ervan overtuigd dat het een geweldig werk is. Het is een interessante en belangrijke film, aangezien het een van de eerste is die de gruwelijkheden van de Holocaust en het Naziregime behandeld".

## Nasleep
In 2001, tijdens een motivational speech van Lewis, vroeg een man aan Lewis of de geruchten dat de film toch uitgebracht zou worden correct waren. Lewis antwoord was echter duidelijk: "None of your goddamn business!" . Hetzelfde jaar, antwoordde Lewis een fax van een journalist die informatie over de film vroeg met: "As far as discussing [the movie], forget it! If you want to see any of it, forget it!".
Op 9 april 2012 gaf de Vlaamse openbare omroep VRT via haar culturele website Cobra.be een fragment vrij uit een 40 jaar oude documentaire over de film. Het fragment bevatte achter-de-schermen beelden van de opnames in een circus te Parijs en een aantal fragmenten uit de film..
Op 18 juli 2012 verklaarde de Franse regisseur Xavier Giannoli dat hij een 75 minuten durende kopie van de film had opgespoord, en deze aan een aantal mensen had getoond, waaronder de Franse filmcriticus Jean-Michel Frodon.
Op 12 januari 2013 verscheen Lewis op het Cinefamily Q&A event op het Los Angeles Silent Movie Theatre. Acteur Bill Allen vroeg er aan Lewis wanneer de film zou worden vrijgegeven, waarop Lewis uitlegde: "Ik ben beschaamd voor deze film. Ik ben beschaamd voor het werk en ik ben dankbaar dat ik de macht heb om de verspreiding ervan tegen te houden. Het was slecht, slecht, slecht, ... . Ik kan je echter wel vertellen hoe de film eindigt."
Later dat jaar in op het Filmfestival van Cannes toen hij een vraag kreeg over de film, reageerde hij met: "Het was een slechte film, die niemand ooit te zien zal krijgen.".
In 2015 raakte bekend dat Lewis een kopie van de film had gedoneerd aan The Library of Congress, met als voorwaarde dat de film niet vertoond mag worden voor juni 2024.
Op 3 februari 2016 zond de Duitse openbare omroep ARD een 2 uur durende documentaire uit, getiteld Der Clown. De documentaire van filmmaker Eric Friendler bevatte naast interviews ook beelden uit de oorspronkelijke film en nieuwe beelden, die waren gemaakt aan de hand van het gepubliceerde scenario, met enkele Zweedse acteurs die ook in de originele film meespeelden.
In juni 2016 werd een compilatie van beelden uit de documentaire Der Clown geüpload op Youtube en Vimeo, in het Duits gedubd met Engelse ondertitels. Dit was de eerste keer dat een versie van The Day the Clown Cried beschikbaar werd gemaakt voor het brede publiek.